# Saphanidus jordani
Saphanidus jordani là một loài bọ cánh cứng trong họ Cerambycidae.